# Mathieu Carrière
Mathieu Carrière (nacido el 2 de agosto de 1950 en Hanóver, Alemania) es un actor de cine alemán.

## Biografía
Carrière creció en Berlín y Lübeck. 
Es hijo de Bern Carrière y Jutta Carrière, tiene dos hermanos Till Carriere y la reconocida actriz Mareike Carrière. 
Tenía familiares franceses y estuvo interno en un colegio jesuita, el Lycée Saint-François-Xavierin en Vannes, Francia; una escuela a la que anteriormente había acudido el director de la primera película de importancia de Carrière, Volker Schlöndorff. 
En 1983 se casó con Jennifer Bartlett, la pareja tuvo dos hijas Elena Carrière y Alice Carrière. El matrimonió terminó en 1993.

## Trayectoria
En 1969 Carrière se trasladó a París para estudiar Filosofía y continuar con la actuación. 
Empezó en el cine alemán de interpretar al joven Tonio (un personaje notable de Thomas Mann) a la edad de 13 años en la película de Rolf Thiele, Tonio Kröger (1964), ocupó un papel principal, del joven de Robert Musil, en la película alemana de Volker Schlöndorff Der junge Törless (1966), que le lanzó a la fama. 
Participó, pues, desde sus inicios en filmes de calidad, destacando también en Rendez-vous à Bray de André Delvaux (1979), con quien hizo otras tres películas. Como Carrière habla francés con total fluidez, ha actuado muy a menudo en filmes franceses.
Fue miembro del jurado en el Festival de Berlín de 1980.
Carrière, además de actor, también es director y escritor. 
Rodó en Alemania, en 1989, la película dramática Zugzwang, que ese mismo año fue presentada en la sección "Un Certain Regard" del Festival de Cannes.

## Activista
Es conocido además por ser un activista por los derechos de los padres, motivado por la pérdida de la custodia de su hija, Elena; de hecho, se crucificó simbólicamente ante el ministerio alemán de justicia, el 17 de junio de 2006, en una polémica representación.

## Filmografía selecta
- Tonio Kröger (1964), de Rolf Thiele, basada en la novela de Thomas Mann.
- Der junge Törless (1966), de Volker Schlöndorff, basada en la novela de Robert Musil.
- Puertas al Paraíso (1968)
- Malpertuis (1971), de Harry Kümel.
- Rendez-vous à Bray (1973), de André Delvaux.
- Bilitis (1977), de David Hamilton.
- Femme entre chien et loup (1979), de André Delvaux.
- Egon Schiele Exzess und Bestrafung (1980), de Herbert Vesely.
- Anima - Symphonie phantastique (1981)
- La Passante du Sans-Souci (1982), de Jacques Rouffio.
- Benvenuta (1983), de André Delvaux.
- L'Œuvre au noir (1987), de André Delvaux.
- El placer de matar (1988)
- Zugzwang, 1989, dirigida además por Carrière (en inglés, Fool's Mate).
- Malina (1991), de Werner Schroeter, basada en la novela de Ingeborg Bachmann.
- Lutero (2003)
- Arsène Lupin (2004), de Jean-Paul Salomé, basada en una novela de Maurice Leblanc.
- Sans queue ni tête (2010), de Jeanne Labrune.